# Юильск
Юильск — деревня в России, находится в Белоярском районе, Ханты-Мансийского автономного округа — Югры. Входит в состав Сельского поселения Казым. Население на 2010 год составляло 148 человек.
Почтовый индекс — 628175, код ОКАТО — 71111910003.

## Статистика населения
| 2010 |
| ---- |
| 148  |

## Климат
Климат резко континентальный, зима суровая, с сильными ветрами и метелями, продолжающаяся семь месяцев. Лето относительно тёплое, но быстротечное.

## Известные уроженцы
- Тимофей Алексеевич Молданов, хантыйский поэт, фольклорист и этнограф[4]. Исследователь культуры народов севера, кандидат исторических наук (2002)[5][6].